# Winzar Kakiouea
Winzar Kakiouea (vollständiger Name: Winzar Jedidiah Shadrack Earl Elijah Jerusa Dibanga Evan-Gel Jasper alon Onesimus Zech-Christolo Kakiouea; * 30. April 2001) ist ein nauruischer Leichtathlet, der sich auf den Sprint spezialisiert hat. Aktuell ist er Inhaber des Landesrekordes im 100-Meter-Lauf.

## Sportliche Laufbahn
Erste internationale Erfahrungen sammelte Winzar Kakiouea im Jahr 2019, als er bei den U20-Ozeanienmeisterschaften in Townsville mit 11,81 s in der Vorrunde im 100-Meter-Lauf ausschied. 2023 startete er dank einer Wildcard bei den Weltmeisterschaften in Budapest und kam dort mit 11,23 s nicht über die Vorausscheidungsrunde aus. Anschließend schied er bei den Pazifikspielen in Honiara mit 11,09 s im Halbfinale über 100 Meter aus und verpasste mit der 4-mal-100-Meter-Staffel mit 45,57 s den Finaleinzug. Im Jahr darauf kam er bei den Hallenweltmeisterschaften in Glasgow mit 7,18 s nicht über den Vorlauf über 60 Meter hinaus. Im Juni schied er bei den Ozeanienmeisterschaften in Suva mit 11,12 s im Halbfinale über 100 Meter aus und im August schied er bei den Olympischen Sommerspielen in Paris mit 11,15 s in der Vorausscheidungsrunde aus. Zudem war er Fahnenträger seiner Nation bei der Eröffnungs- und Schlussveranstaltung der Spiele. 2025 schied er bei den Hallenweltmeisterschaften in Nanjing mit 7,09 s in der Vorrunde über 60 Meter aus.

## Persönliche Bestleistungen
- 100 Meter: 10,82 s (+1,2 m/s), 20. Juni 2024 in Majuro (Landesrekord)
  - 60 Meter (Halle): 7,04 s, 22. Februar 2025 in Brisbane